# Ana Komnena
Ana Komnena ali Komnene (grško: Άννα Κομνηνή) bizantinska princesa, ena prvih zgodovinark, * 2. december 1083, Bizanc, † okrog 1154, samostan Keharitomen. 
Ana Komnena je bila je ena prvih znanih zgodovinark. Napisala je Aleksijado, zgodovino dinastije Komnenov od leta 1069 do 1115 v 15 knjigah, ki je najpomembnejši bizantinski vir podatkov za življenjepis Alekseja I. in prvo križarsko vojno.

## Družina in otroštvo
Ana Komnena je bila najstarejša hčerka bizantinskega cesarja Alekseja I Komnena in Irene Dukas.
Za njeno vzgojo in šolanje je skrbela Ana Dalasena, babica po očetovi strani. Študirala je zgodovino, matematiko, znanost in grško filozofijo. Grško poezijo so ji starši prepovedali, ker je preveč častila pohotne bogove, kar za mlado damo ni bilo primerno in celo nevarno. Prepovedano poezijo je kljub prepovedi na skrivaj študirala. Z vztrajnim študijem je dosegla izjemno visoko izobrazbo in je bila nedvomno ena od najbolj izobraženih žensk tistega časa. 

## Zaroka in poroka
Po plemiških običajih srednjega veka so Ano zaročili, ko je bila še otrok. Poročila naj bi se s Konstantinom Dukasom, sinom cesarja Mihaela VII. in Marije Alanske. Cesar Aleksej I. takrat še ni imel zakonitega moškega naslednika, zato je mladega Konstantina razglasil za sovladarja (kaisarja) Bizantinskega cesarstva. Ko se je 1087 Alekseju rodil sin Ivan II., je Konstantin izgubil pravico do prestola in kmalu zatem je umrl. 
Leta 1097 se je komaj štirinajstletna Ana poročila z izobraženim mladim plemičem Nikeforom Brijenijem. Nikefor je bil iz aristokratske družine, ki se je pred prihodom Alekseja I. na bizantinski prestol sama potegovala cesarski naslov. Bil je tudi ugleden državnik, general in zgodovinar. Ana je od očeta zahtevala, naj bo zakon bolj politična kot ljubezenska zveza, a je bil kljub temu uspešen in je trajal celih štirideset let. V zakonu so se rodili štirje otroci: Aleksej Komnen, Ivan Dukas, Irena Dukas in Marija Brijenija Komnena.

## Borba za prestol
Ana je že od otroštva razmišljala, da bo nekega dne vodila cesarstvo. Ko se je rodil brat Ivan, so se sanje razblinile, lakota po oblasti pa ji ni dovolila, da bi za cesarja sprejela svojega brata. Na prestol je želela postaviti sebe in svojega soproga, zato je skupaj z materjo Ireno Dukas skovala zaroto, s katero so hoteli mlajšega brata razdediniti. Aleksej je bil takrat bolan in šibak, toda zarota kljub temu ni uspela in Ivan II. je leta 1118 zasedel bizantinski prestol. 
Anini poskusi, da bi prišla na prestol, z bratovim kronanjem niso prenehali. Leta 1118 je ponovno poskusila vreči brata s prestola in ga zamenjati s soprogom Nikeforom. Plan se je porušil, ker je Nikefor zadnji trenutek odpovedal sodelovanje v zaroti. Besna in razočarana nad moževo šibkostjo je Ana izjavila, da se je »narava zmotila pri njunih spolih in da bi on moral biti ženska«. Zaroto so seveda odkrili in Ana se je morala odreči vsemu premoženju in položaju v cesarski družini, potem pa so jo izgnali v samostan Keharitomen, ki ga je ustanovila njena mati. Izgnali so tudi Anino mater in sestro Evdokijo. Zanimivo je, da je Nikefor ostal v cesarski palači in postal eden najbližjih cesarjevih svetovalcev. 

## Zgodovinarka
V samostanski samoti se je Ana odločila za študij filozofije in zgodovine. 
Že od prej je dobro poznala filozofijo, literaturo, slovnico, teologijo, astronomijo in medicino. Iz drobnih napak, ki jih je naredila v svojem najslavnejšem delu Aleksijadi pri citiranju Homera in Biblije lahko sklepamo, da je citate pisala kar po spominu. Njeni sodobniki, na primer Georgij Tornik, efeški škof in metropolit, so jo imel za osebo, ki je dosegla »najvišji vrh posvetne in božanske modrosti«.
Nikefor Brijenij, ki je bil med drugim tudi zgodovinar, je pisal esej z naslovom »Gradivo za zgodovino«, v katerem je pisal predvsem o vladanju Alekseja I Komnena. Leta 1137 je umrl, še preden je esej dokončal. Njegovo delo je nadaljevala Ana, ga dopolnila in razširila in ga pri 55 letih objavila pod naslovom Aleksijada. V Aleksiadi je opisana zgodovina Grčije v obdobju 1081–1118, ko je vladal njen oče Aleksej I. Aleksijada je danes glavni vir podatkov o bizantinski politični zgodovini od konca 11. stoletja do začetka 12. stoletja. 
Z Aleksijdado je Ana omogočila vpogled v politične povezave in vojne med Aleksejem I in Zahodom. Živo je opisala orožje, taktiko in bitke. Kljub njeni nedvomni pristranosti ima njen prikaz prvega križarskega pohoda neprecenljivo zgodovinsko vrednost, saj je bila edina, ki je na dogodke gledala iz bizantiskega zornega kota. Bila je odločna nasprotnica Rimske katoliške cerkve in navdušena oboževalka Bizantinskega cesarstva, zato je na križarski pohod gledala kot na veliko politično in versko nevarnost. Aleksijada je tudi veliko pripomogla k razumevanju ženske mentalitete, načina razmišljanja in dojemanja sveta v bizantinskih časih. 
Njen literarni slog se je zgledoval po Tukididu, Polibiju in Ksenofontu, zato se ne ujema s slogom tistega časa in je zelo izumetničen. Časovni potek dogodkov do njenega umika v samostan se ujema z resničnim potekom dogodkov, potem pa ne več. 
Natančen datum njene smrti ni zanesljiv. Iz Aleksijade lahko sklepamo, da je bila leta 1148 še živa, v njenem pisanju pa se že čuti notranji nemir. Zapisala je, na primer, da je noče nihče več videti in da jo mnogi sovražijo. Očitno se ni mogla sprijezniti s položajem, ki so ji ga vsilili v izgnanstvu.
Ana Komnena je bila brez dvoma izjemna učenjakinja, ki nam je zapustila neprecenljiv vir podatkov o Bizantinskem cesarstvu.

## Ana v leposlovju in drugih medijih
Ana Komnena je glavna oseba v romanu Anna of Byzantium, ki ga je leta 1999 objavil Tracy Barret. V strateški računalniški igri Medieval II: Total War ima vlogo bizantinske princese, v igri Vampire: The Dark Ages pa vlogo vampirja.

## Družina
S kaisarjem Nikeforom Brijenijem je imela Ana štiri otroke:
- Alekseja Komnena, megas doux, okrog 1102– okrog 1161/1167
- Ivana Dukasa, okrog 1103– po 1173
- Ireno Dukas, okrog 1105–?
- Marijo Brijenijo Komneno, okrog 1107–?